# Saint Vincent och Grenadinerna i olympiska sommarspelen 1996
Saint Vincent och Grenadinerna deltog i de olympiska sommarspelen 1996 med en trupp bestående av åtta deltagare, sju män och en kvinna, men ingen av landets deltagare erövrade någon medalj.

## Friidrott
Herrarnas 100 meter
- Joel Mascoll

Herrarnas 400 meter
- Eswort Coombs → semifinal 6:a (11:a totalt)

Herrarnas 4 x 100 meter stafett
- Kambon Sampson, Joel Mascoll, Eswort Coombs och Kahlil Cato

Herrarnas 4 x 400 meter stafett
- Eswort Coombs, Thomas Dickson, Eversley Linley och Erasto Sampson
  - Heat — 3:06.52 (→ gick inte vidare)

Herrarnas maraton
- Pamenos Ballantyne — 2:34.16 (→ 95:e plats)

Damernas 100 meter
- Natalie Martindale